# Gap (アルバム)
『gap』（ギャップ）は、より子。のインディーズ2枚目のミニ・アルバム。2002年11月27日に発売。

## 解説
前作『Aizenaha』同様、アルバム収録曲全てがニッポン放送『LF+Rフライングナイト』『オールナイトニッポンレコード』で披露された楽曲であり、インストゥルメンタル曲1曲を含む。この頃より雑誌やテレビなどでも積極的に顔出しをしたインタビュー等などを行った。CDジャケットは本人撮影の写真を使用している。
制作上のエピソードとして、収録曲「Life」でドラムを担当した優歩道のドラマーであったこーいちこと内藤光一が、レコーディング直後に交通事故死するという出来事が起きた。作品のスタッフクレジットの欄にもその旨が記載されている。

## 収録曲
- 全曲、作詞・作曲より子。

1. gap
  - TBS系『COUNT DOWN TV』2002年12月度オープニングテーマ、ホワイトトラッシュチャームズCFイメージソング
  - ミュージック・ビデオは新宿歌舞伎町で、映像ではなく写真による撮影が行われ、そこで撮影された写真を使用した仕上がりになっている。
2. 鳥
3. Life
4. 清らかな毒
5. なくなった小さな森
6. I love meの子守唄